# 巴恩斯縣 (北達科他州)
巴恩斯县（英語：Barnes County）是位於美國北達科他州東南部的一個縣。面積3,919平方公里。根據美國2000年人口普查，共有人口11,775人。縣治瓦利城 （Valley City）。
成立於1873年1月4日，原名Burbank縣，改名於1875年1月14日。縣名紀念達科他準州最高法院法官亞倫森·H·巴恩斯。